# 持弁
持弁（じえん・持辨）は、室町時代の天台宗の僧。足利満詮の子。第154世天台座主。第4代将軍・足利義持より偏諱を賜って持弁と名乗る。

## 経歴
時期は不明であるが、浄土寺に入って慈弁（近衛道嗣の子）の門弟となり、応永20年（1413年）の師の没後に浄土寺を継ぐ。
応永28年4月11日（1421年5月12日）、前座主・義円（第6代将軍・足利義教）の後を受けて天台座主になる。
応永30年（1423年）に以前に3人の兄と同様に武家護持僧に任じられている（『満済准后日記』応永30年正月8日条より）。
文安2年3月14日（1445年4月21日）に准后宣下を受けた。